# Liste der denkmalgeschützten Objekte in Javor
Grundlage dieser Liste der denkmalgeschützten Objekte in Javor ist die ÚSKP-Liste (Ústřední seznam kulturních památek České republiky, deutsch Zentrale Liste der Kulturdenkmäler der Tschechischen Republik), die von der tschechischen Denkmalschutzbehörde NPÚ (Národní památkový ústav, deutsch Nationale Denkmalbehörde) seit 1987 geführt wird und an die seit dem Jahr 1850 geschaffenen Listen anschließt.

## Denkmalgeschützte Objekte nach Ortsteilen

### Javor
| Lage             | Objekt | Beschreibung                                                          | ÚSKP-Nr.                  | Bild |
| ---------------- | ------ | --------------------------------------------------------------------- | ------------------------- | ---- |
| Javor (Standort) | Burg   | Die Existenz der Reste der Burg und ihr Denkmalschutz ist umstritten. | 20219/4-3001 Info Katalog | BW   |

### Loučany
| Lage                                                | Objekt       | Beschreibung | ÚSKP-Nr.                  | Bild           |
| --------------------------------------------------- | ------------ | --- | ------------------------- | -------------- |
| Loučany, Loučany 1, západní strana návsi (Standort) | Gehöft Nr. 1 | Ein gut erhaltenes Landhaus aufgebaut aus Vierkantbalken mit holzverschaltem Giebel, Holzbalkendecken und Brotbackofen. Ein Beispiel der Volksarchitektur des 19. Jahrhunderts aus der Region Klatovy. | 46145/4-3002 Info Katalog | weitere Bilder |